# Ордонна
Ордонна́ (фр. Ordonnaz) — коммуна во Франции, находится в регионе Рона — Альпы. Департамент — Эн. Входит в состав кантона Люи. Округ коммуны — Белле.
Код INSEE коммуны — 01280.

## География
Коммуна расположена приблизительно в 420 км к юго-востоку от Парижа, в 55 км восточнее Лиона, в 50 км к юго-востоку от Бурк-ан-Бреса.

## Климат
Климат полуконтинентальный с холодной зимой и тёплым летом. Дожди бывают нечасто, в основном летом.

## Население
Население коммуны на 2010 год составляло 141 человек.
| 1962 | 1968 | 1975 | 1982 | 1990 | 1999 | 2010 |
| ---- | ---- | ---- | ---- | ---- | ---- | ---- |
| 216  | 191  | 143  | 116  | 115  | 117  | 141  |

## Администрация
| Период | Период | Фамилия              | Партия | Примечания |
| ------ | ------ | -------------------- | ------ | ---------- |
| 1960   | 1990   | Рене Гринан          |        |            |
| 1990   | 2014   | Эвелин Реймон-Бабола |        |            |

## Экономика

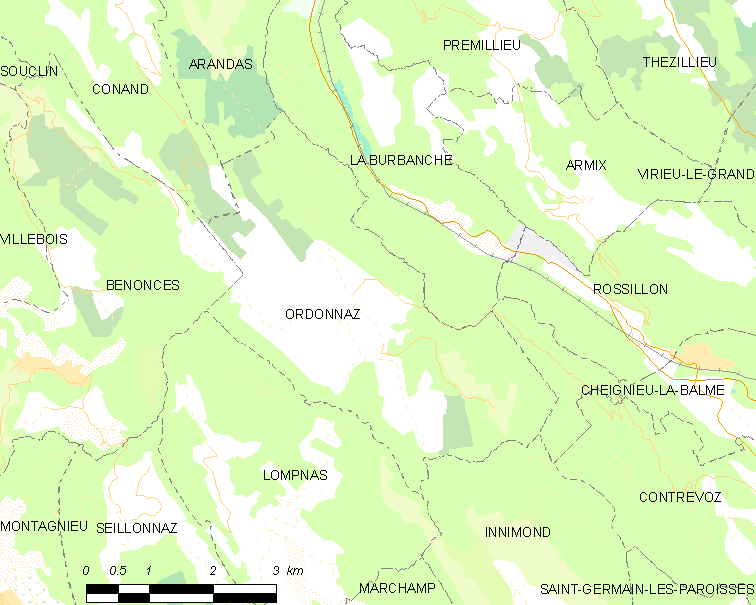
Карта коммуны

В 2010 году среди 84 человек трудоспособного возраста (15—64 лет) 64 были экономически активными, 20 — неактивными (показатель активности — 76,2 %, в 1999 году было 81,2 %). Из 64 активных жителей работали 52 человека (29 мужчин и 23 женщины), безработных было 12 (6 мужчин и 6 женщин). Среди 20 неактивных 3 человека были учениками или студентами, 11 — пенсионерами, 6 были неактивными по другим причинам.